# Mănăstirea Frumoasa (Republica Moldova)
Mănăstirea Frumoasa (inițial Frumușica) este o mănăstire de călugări din centrul Republicii Moldova. A fost fondată la începutul secolului XIX-lea de către răzeșul satului Onișcani, Efrem Iurcu (mai apoi schimonahul Eftimie) și trei ieromonahi de la Mănăstirea Neamț (România) – Serafim, Ioanichie și Macarie.
Pentru prima dată este atestată documentar la 10 iunie 1807, când 43 răzeși de pe moșia Bravicea au împropietărit mănăstirea cu pământ. În anii 60 ai sec. XIX la Frumoasa și-a făcut ucenicia viitorul mitropolit al Moldovei – Iosif Naniescu.
În perioada interbelică mănăstirea a fost vizitată de episcopul Visarion Puiu, scriitorul Mihail Sadoveanu, mitropolitul Gurie Grosu și de alte personalități ale timpului.
Din 28 octombrie 1938 Frumoasa a fost reorganizată în mănăstire de maici, iar în cadrul mănăstirii a fost înființată Școala pregătitoare pentru Institutul de călugărițe infirmiere din Chișinău.
În mai 1946 puterea sovietică în comun acord cu episcopul Ieronim al Chișinăului lichidează mănăstirea care nu-și putea achita impozitele către stat. Din 1946 până în 1994 în mănăstire au activat: orfelinat, școală internat pentru copii surdo-muți, colonie-penetenciar pentru minore și școală specială pentru copii alienați mintal.
În septembrie 1994 Frumoasa a fost reactivată ca mănăstire de călugări de către ieromonahul Vasile.

## Galerie de imagini

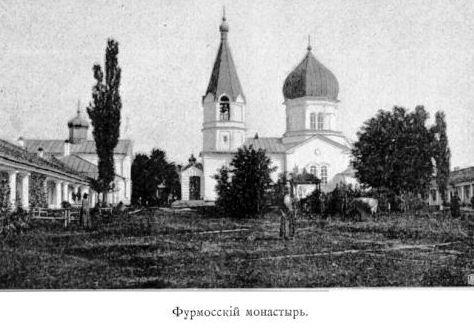
Imagine de epocă.
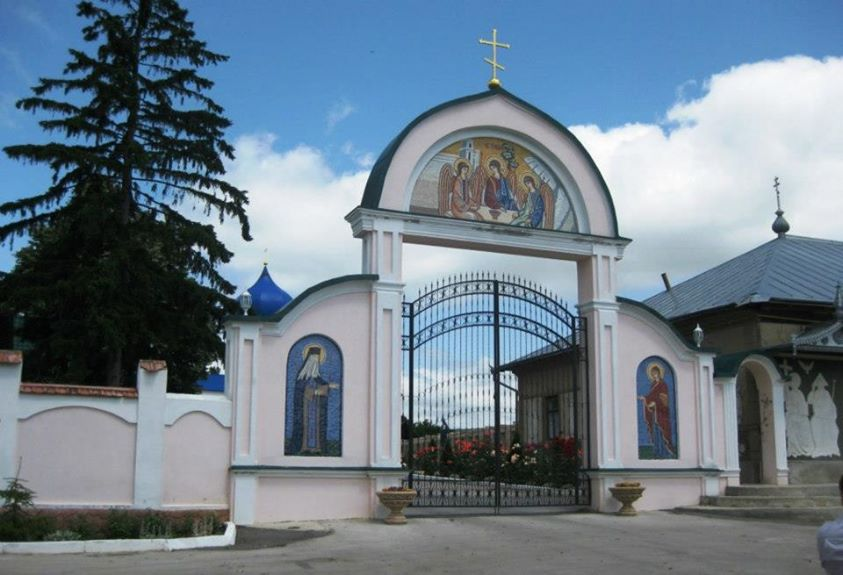
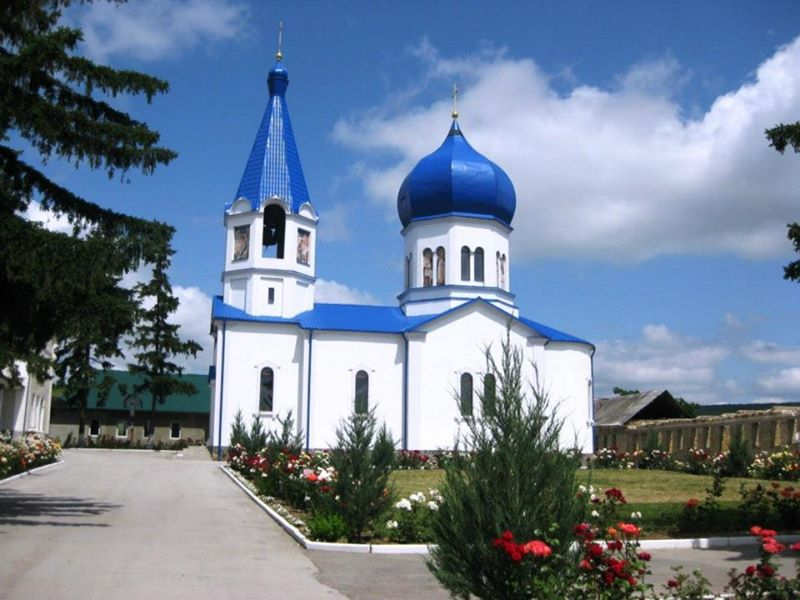
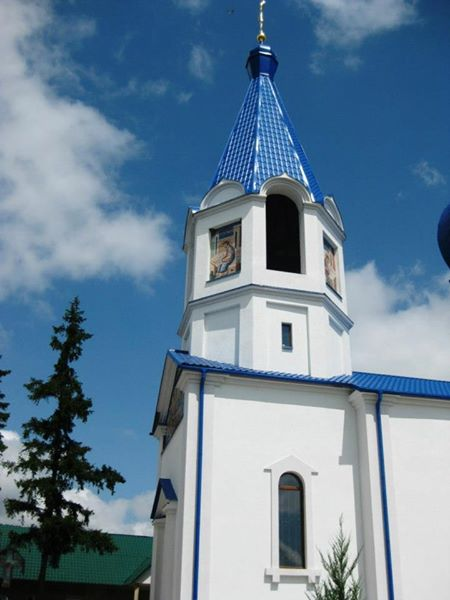
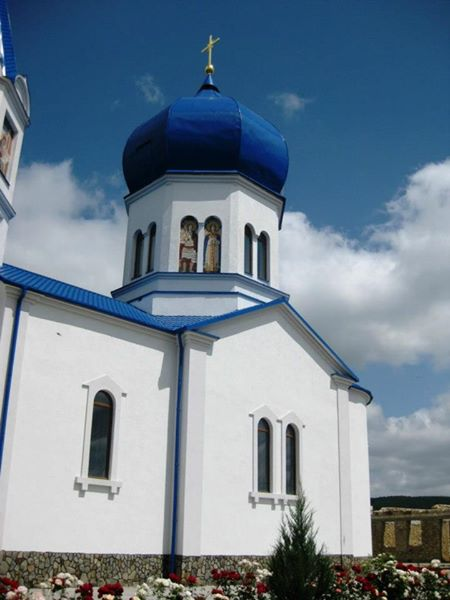
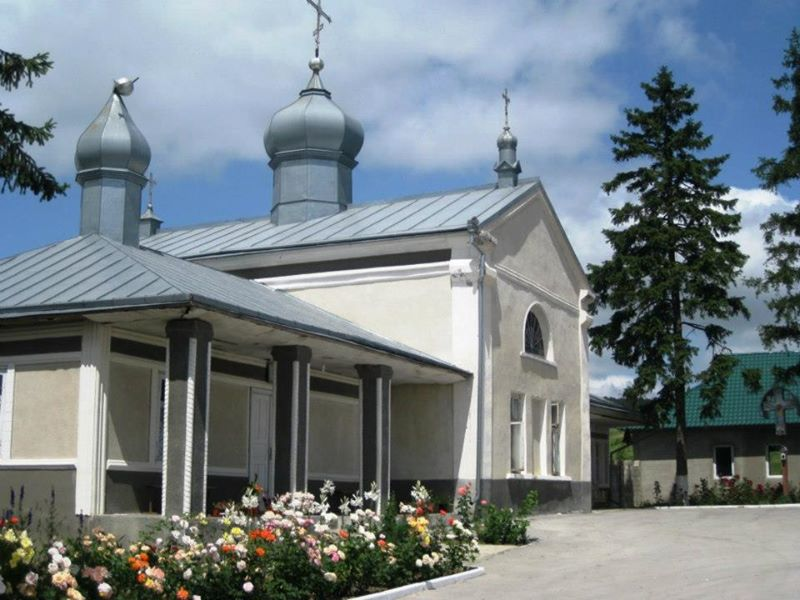

## Vezi și
- Lista mănăstirilor din Republica Moldova

## Legături externe
- Mănăstirea Frumoasa || Istoric pe pagina web a lăcașului
- Mănăstirea Frumoasa pe ortodox.md